# Екатеринбургский уезд

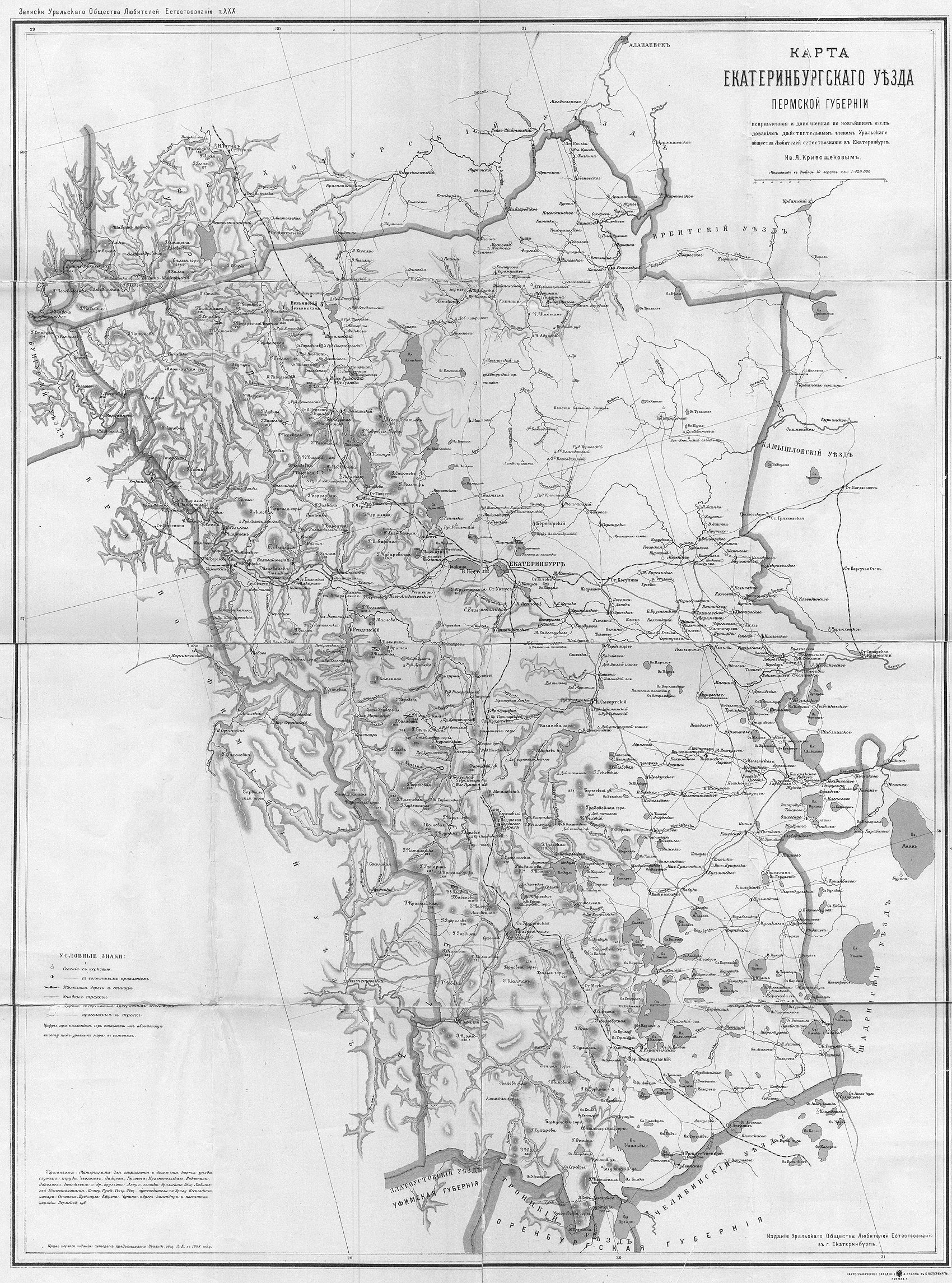
Карта Екатеринбургского уезда; 1908 год

Екатеринбу́ргский уе́зд — административно-территориальная единица в составе Пермской губернии Российской Империи и Екатеринбургской губернии РСФСР, существовавшая в 1781—1923 годах. Уездный город — город Екатеринбург.

## География
Екатеринбургский уезд являлся четвёртым по площади уездом Пермской губернии и занимал площадь 28 291 км² (24 858 кв. вёрст), не считая 888 км² (780 кв. вёрст), занятых озёрами. Эксплуатируемая поверхность уезда равнялась 27 761 км² (2541 тыс. десятин): под лесами — 23 325 км² (2135 тыс. дес.), пахотной земли — 2994 км² (274 тыс. дес.), лугов и выгонов — около 1453 км² (133 тыс. десятин). Неудобной земли — около 2622 км² (240 тыс. десятин). Казённых земель — 8019 км² (734 тыс. десятин), крестьянских надельных — 2939 км² (269 тыс. дес.), частных владений (главным образом заводских) — 19 174 км² (1 755 тыс. дес.); остальная земля принадлежала городу, церквам, монастырям и проч. Среди частных владельцев дворяне владели 16 181 км² (1481 тыс. дес.), купцы — 2972 км² (272 тыс. дес.), мещане и крестьяне — 2207 км² (202 тыс. десятин). Численность населения составляла 347 133.
Уральский хребет, вершины которого здесь вообще не достигают значительной высоты, проходит по территории уезда с севера на юг, обусловливая большую сложность в составе и строении почвы, а также и богатство и разнообразие находящихся здесь минералов и драгоценных камней. Золотые рудники и прииски Екатеринбургского уезда славились издавна. Очень больших рек на территории уезда нет, но рек средней величины довольно: Исеть, Тагил, Нейва, Реян, Пышма, Синара, Теча, Чусовая с левыми притоками Ревдой и Северной и правыми Шайтанкой и Билимбаевкой, Уфа и др. Из озёр более замечательны: Увильды (до 64 км в окружности), Иртяш, Большие Касли (более 96 км в окружности), Исетское (21 км в окружности), Таватуй (43 км в окружности), Балтым. Самые большие заводские пруды — Кыштымский и Верх-Исетский. Заводские поселки в Екатеринбургском уезде не уступали по численности населения многим уездным городам (например, Берёзовский — 10 189 жителей, Каслинский и Кыштымский — более 9 тыс., Невьянский — 12 355). Немало было и многолюдных сёл (от 1 до 2 тыс. жителей и более).

## История
Уезд образован 27 января 1781 года в составе Екатеринбургской области Пермского наместничества. С 12 декабря 1796 года в составе Пермской губернии. 
20 марта 1919 года из Екатеринбургского уезда в Аргаяшский кантон новообразованной Автономной Башкирской ССР были переданы Карабольская, Кульмяковская, Мякотинская и Саринская волости.
15 июля 1919 года уезд выделен из состава Пермской губернии во вновь образованную Екатеринбургскую губернию.
3 ноября 1923 года уезд был ликвидирован, его территория вошла в состав Уральской области, а 12 ноября 1923 года — в состав вновь образованного Екатеринбургского округа области.

## Население
По данным переписи населения 1897 года население уезда составляло 412 296 человек, в том числе русские — 398177, башкиры — 8583, мишари — 2983, татары — 1253 и др. В городе Екатеринбурге проживало 43 239 чел.

## Административное деление
В 1913 году в состав уезда входила 61 волость:
| - Арамильская — с. Арамиль, - Аятская — с. Аятское, - Багарякская — с. Багарякское, - Белоярская — с. Белоярское, - Берёзовская — Берёзовский завод, - Билимбаевская — Билимбаевский завод, - Бобровская — с. Бобровское, - Бруснятская — с. Бруснятское, - Булзинская — с. Булзинское, - Быньговская — Быньговский завод, - Верх-Исетская — Верх-Исетский завод, - Верх-Нейвинская — Верх-Нейвинский завод, - Верхне-Тагильская — Верхне-Тагильский завод, - Верхне-Уфалейская — Верхне-Уфалейский завод, - Воскресенская — с. Воскресенское, - Глинская — с. Глинское, - Горнощитская — с. Горнощитское, - Гробовская — с. Гробово, - Карабольская — д. Караболка, - Каслинская — Каслинский завод, - Кисловская — с. Кисловское, | - Конёвская — с. Коневское, - Кульмяковская — д. Кульмякова, - Куяшская — с. Куяш, - Кыштымская — Верхне-Кыштымский завод, - Ленёвская — с. Ленёвское, - Липовская — с. Липовское, - Логиновская — с. Логиновское, - Маминская — с. Маминское, - Мостовская — с. Мостовское, - Мраморская — Мраморский завод, - Невьянская — Невьянский завод, - Нейво-Рудянская — Нейво-Рудянский завод, - Нижне-Исетская — Нижне-Исетский завод, - Нижнесельская — с. Нижнесельское, - Нижне-Уфалейская — Нижне-Уфалейский завод, - Новоипатовская — с. Новоипатово, - Огневская — с. Огневское, - Покровская — с. Покровское, - Полдневская — с. Полдневское, - Полевская — Полевской завод, - Пышминская — Пышминский завод, | - Ревдинская — Ревдинский завод, - Режевская — Режевской завод, - Рождественская — с. Кузнецкое, - Сарапульская — с. Сарапульское, - Саринская — д. Сарина (Сары), - Северо-Конёвская — с. Северо-Конёвское - Северская — Северский завод, - Сысертская — Сысертский завод, - Таватуйская — д. Таватуй, - Тиминская — с. Тиминское, - Уткинская — Уткинский завод, - Хромцовская — с. Хромцовское, - Черданская — с. Черданское, - Черемисская — с. Черемисское, - Шайтанская — Шайтанский завод, - Шарташская — с. Шарташское, - Шуралинская — Шуралинский завод, - Щелкунская — с. Щелкун - Юшковская. |

## Экономика

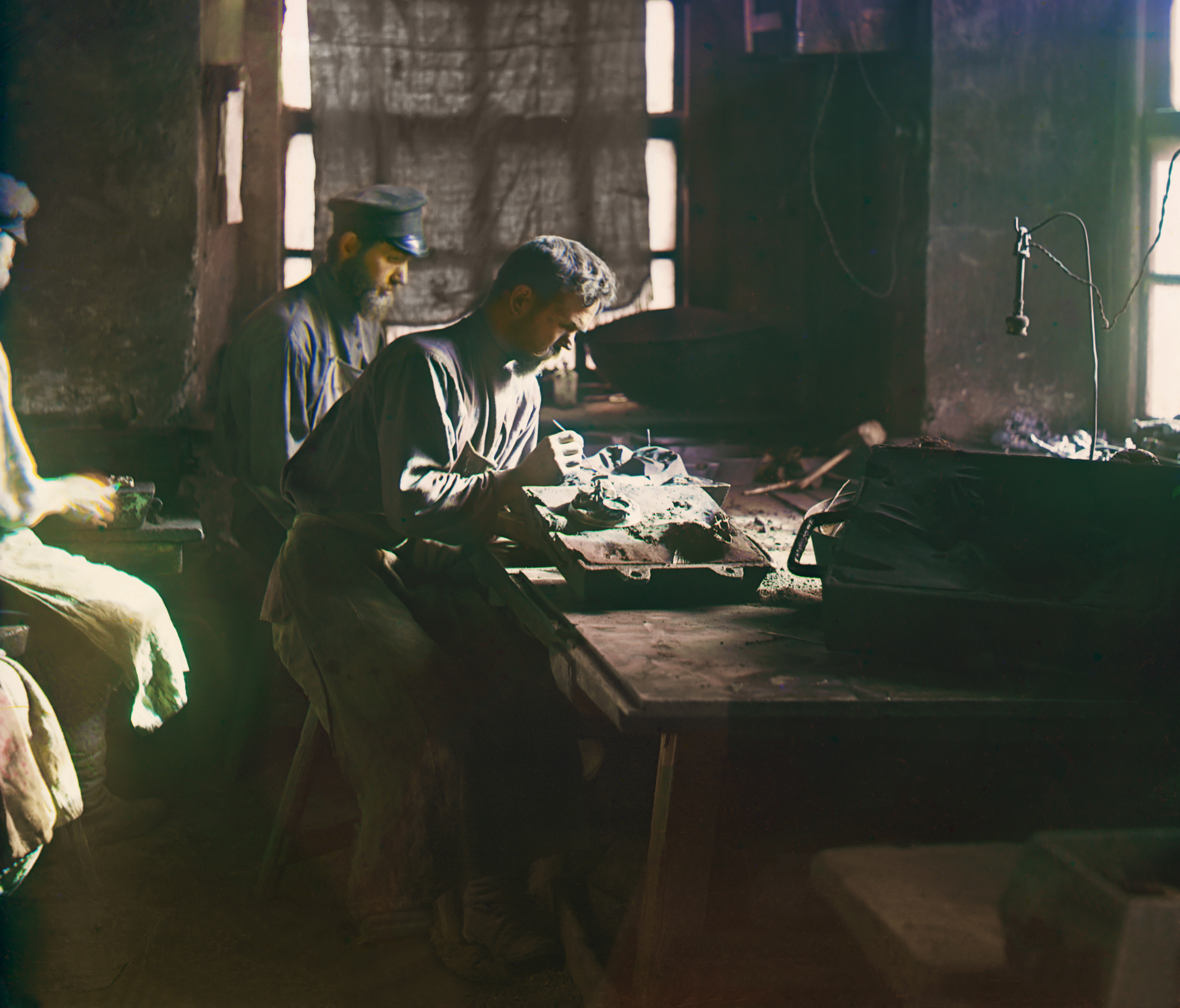
Отделка форм на Каслинском заводе; 1910 год

Несмотря на значительные постоянные вырубки для нужд заводов, Екатеринбургский уезд был очень богат лесом, преимущественно хвойным, главным элементом которого является сосна. Хлебопашество было развито слабо. Сеяли, главным образом, овёс и яровые рожь и пшеницу, меньше — ячмень, горох, лён, коноплю. Картофель вообще принадлежал к огородным культурам. Скот держался лишь для домашнего обихода, причем, ввиду работ части населения на заводах, лошадей было значительное число: около 73 тыс. голов. Коров свыше 50 тыс., овец свыше 60 тыс. Свиней и коз очень немного.
Кустарные промыслы, между которыми видное место занимают выделка колёс, сундуков, кузнечных изделий, сапог и башмаков, составляли небольшое подспорье в жизни населения; главное занятие для него давали горные заводы: 40 приисков золота и платины, с суммой производства около 2 1/2 млн. руб., 32 чугуноплавильных и чугунолитейных завода, с производством свыше 5 млн руб., 1 небольшой медеплавильный, несколько гвоздильных и разных металлических изделий, много кузниц (почти 200). Всего заводов было до 800, с суммой оборота около 10 млн руб. и 36 тыс. рабочих.

## Местное самоуправление
В 1892 году в уезде насчитывалось 102 школы, с 8 259 человек учащихся; из них 1 училище 2-классное, 82 начальных, 2 школы грамотности. Врачебных участков 9, приемных пунктов 30, из них 10 с врачами и 20 фельдшерских. Доходы и расходы земства составили около 400 тысяч рублей; из них расходуется на земскую администрацию около 30 тыс., на народное образование 88 тыс., на врачебные нужды около 82 тыс. руб.